# Cottesmore
Cottesmore est un village et une paroisse civile d'Angleterre situé dans le Nord du Rutland. C'est la troisième localité du Rutland en nombre d'habitants, après Oakham et Uppingham, en partie grâce à la présence de la caserne de Kendrew (en), qui a remplacé en 2012 la base aérienne de Cottesmore (en).

## Divers
La meute de Cottesmore (en), une des plus anciennes meutes de foxhounds anglais du Royaume-Uni (1666), tire son nom du village, bien que son chenil n'y soit pas situé.
Trois navires de la Royal Navy ont porté le nom de HMS Cottesmore en hommage à cette meute. Le dernier à ce jour, le HMS Cottesmore (M32) (en), est un dragueur de mines commandé par le prince Andrew d'avril 1993 à novembre 1994.